# Lophodermium brachypodii
Lophodermium brachypodii är en svampart som beskrevs av Hilitzer 1929. Lophodermium brachypodii ingår i släktet Lophodermium och familjen Rhytismataceae.   Inga underarter finns listade i Catalogue of Life.